# Łyczkowe
Łyczkowe (ukr. Личкове) – wieś na Ukrainie, w obwodzie dniepropetrowskim, w rejonie samarskim, siedziba hromady. W 2001 liczyła 2822 mieszkańców.